# Ryugasaki
Ryūgasaki (Japans: 龍ケ崎市, Ryūgasaki-shi) is een stad in de prefectuur Ibaraki op het eiland Honshu in Japan. De stad heeft een oppervlakte van 78,19 km² en had medio 2008 ruim 79.000 inwoners.

## Geschiedenis
Ryūgasaki ontstond op 20 maart 1954 als een stad (shi) door samenvoeging van een zestal dorpen. Op 21 februari 1955 werd er een deel van een zevende dorp aan toegevoegd.

## Economie
In Ryūgasaki is de in 1965 opgerichte private Ryutsu Keizai Universiteit (流通経済大学, Ryūtsū Keizai Daigaku) gevestigd. Deze universiteit is gespecialiseerd in vervoerseconomie.

## Verkeer
Ryūgasaki ligt aan de Jōban-lijn van de East Japan Railway Company en aan de Ryūgasaki-lijn van de Kanto Spoorgwegen (Kantō Tetsudō).
Ryūgasaki ligt aan de autoweg 6.

## Aangrenzende steden
- Inashiki
- Toride
- Tsukuba
- Tsukubamirai
- Ushiku